# Lysgård Herred
Lysgård Herred er herred i Viborg Amt (før 1970); det hed i Kong Valdemars Jordebog Lyusgardhæreth og hørte i Middelalderen til Loversyssel; Senere kom det under Silkeborg Len, og fra 1660 Silkeborg Amt; I 1794 kom det under det da oprettede Viborg Amt.

Oprindeligt var der tingsted på Marsvinlunds Mark, men herredet blev retsligt sammenlagt med Hids Herred i 1687, med tingsted i Hinge.
Lysgård Herred grænser mod nord til Fjends, Nørlyng og Middelsom Herreder, mod øst til Houlbjerg Herred og Aarhus Amt (Gjern Herred), mod syd til Hids Herred og mod vest til Ringkjøbing Amt (Hammerum Herred). På sydvestgrænsen løber Karup Å, på østgrænsen Gudenå og på en del af sydøstgrænsen dennes tilløb Alling Å. Mod nord grænser herredet til Hald Sø og Vedsø
I herredet ligger følgend sogne:
- Almind Sogn – Viborg Kommune
- Elsborg Sogn – Bjerringbro Kommune
- Frederiks Sogn – Karup Kommune
- Grønbæk Sogn – Kjellerup Kommune
- Hinge Sogn – Kjellerup Kommune
- Højbjerg Sogn – Bjerringbro Kommune
- Hørup Sogn – Kjellerup Kommune
- Karup Sogn – Karup Kommune
- Levring Sogn – Kjellerup Kommune
- Lysgård Sogn (Lysgaard)- Viborg Kommune
- Sjørslev Sogn – Kjellerup Kommune
- Thorning Sogn – Kjellerup Kommune
- Vinderslev Sogn – Kjellerup Kommune
- Vium Sogn – Kjellerup Kommune

## Eksterne kilder og henvisninger
- Lysgård Herred i J.P. Trap: Kongeriget Danmark, udarbejdet af H. Weitemeyer (3. udgave, 4. bind 1901)

56°16′12.17″N 9°24′50.07″Ø / 56.2700472°N 9.4139083°Ø